# طبوغرافيا
الطبوغرافيا أو الإرَاثَة أو سمات سطح الأرض أو علم التضاريس هو تمثيل دقيق لسطح الأرض بعناصره الطبيعية والبشرية (أي مهتم بتضاريس سطح الأرض) وهي علم توقيع ورسم الهيئات الطبيعة والاصطناعية بمقياس ويرسم وبرموز اصطلاحية متفق عليها دوليا على قطعة من ورق أو ما شبه ذلك تسمى بالخريطة وهذه الأخيرة رسم هندسي مصغر لجزء من الأرض التي توضح كل المعالم والمظاهر ذات الأهمية الاستراتيجية.

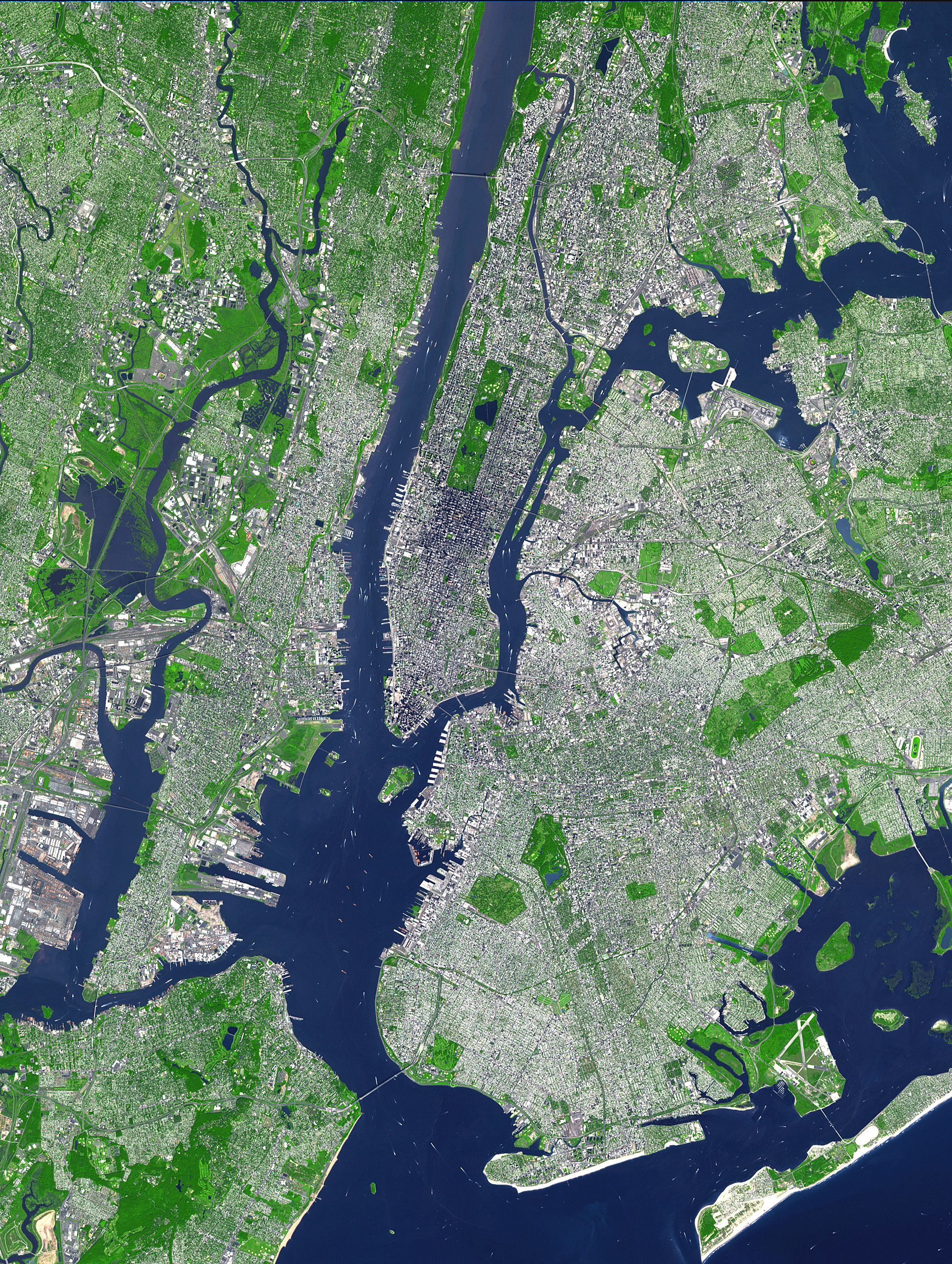
توضح صورة القمر الصناعي هذه ذات الألوان الزائفة تضاريس القلب الحضري لمنطقة نيويورك الحضرية ، مع وجود مانهاتن في مركزها.

## الاسم
الطبوغرافيا وتكتب بعدة أشكال: الطوبوغرافيا أو الطوبوغرافية أو الطبوغرافيا أو الطُّبُغرافية مصطلح يوناني مركب من كلمتين: طبو TOPO وتعني الأرض أو المكان وغرافيا GRAPHIE وتعني الرسم والتمثيل البياني للتضاريس.

### الهدف من الطبوغرافية
تهدف الدراسة الطبوغرافية إلى استغلال إمكانات مظهر السطح في كل التحليلات والاستنتاجات المتعلقة به أو بأحد العناصر المجسدة والقائمة بشرية كانت أو حيوية وفي وضعها كإمكانية أو عائق وفيما يلي بعض الميادين المستعملة للطبوغرافية.
تشكل الطبوغرافية أساسا خرائطيا لدراسة جل مشاريع التخطيط والاستصلاح واستعمال أسطح أي كل ما يتعلق باستعمال خرائط مظاهر السطح بما في ذلك الهندسية المدنية والأشغال العمومية والبناء واستعمال الأرض في مختلف الاختصاصات.

### رسم الخريطة الطبوغرافية
بعد عرضنا لتاريخ علم الخرائط وكيف تطور عبر العصور السابقة نقدم لكم فيما يلي وبطريقة مبسطة عملية توقيع الخرائط كما تقوم به المصالح المختصة.
لقد قمنا بتوضيح الخطوات المتبعة في هذه العملية بإضافة الرسوم والأشكال المساعدة على تسهيل الفهم كما أرفقنا نماذج من أنواع الخرائط الطبوغرافية يمكن العودة إليها لفهم الخطوات كلما اقتضى ذلك الأمر.

## طريقة اسقاط مظاهر السطح على الخريطة الطبوغرافية

### الألوان المستعملة
1- أهم الألوان المستعملة في الخرائط الطبوغرافية.
إن الألوان على الخريطة الطبوغرافية تساعد على فهم التفاصيل المرسومة عليها بكل سهولة وتجعل الصورة د التي تمثلها أكثر وضوحا، فعند مقارنتنا لخريطتين: إحداهما مثلت عليها التفاصيل والظواهر الطبوغرافية باللون الأسود فقط والأخرىَ مثلت عليها هذه الظواهر بلونين أو أكثر، فإننا سنجد أنه كلما زادت الألوان، كلما توفرت إمكانية التمثيل الدقيق والسهل للمظاهر الطبوغرافية.
إن أهم الألوان المستعملة ي الخرائط الطبوغرافية عادة والمتعارف عليها دوليا هي الآتية -	اللون الأسود: وهر خاص بالمظاهر التي استحدثها الإنسان من مساكن وجسور وسكك حديدية وغيرها.
-	اللون الأحمر: يستخدم لتمثيل الطرق الرئيسية، والمجمعات السكنية كالمدن والقرى الهامة.
-	اللون الأزرق: يستخدم لتمثيل كل المسطحات المائية مثل البحيرات، والمستنقعات، والأنهار، والأودية، والبحار والمحيطات.
-	اللون الأخضر: يستعمل لتمثيل الغطاء النباتي مثل الغابات والأشجار المنعزلة والحشائش العالية وغيرها.
-	اللون البني: يستخدم لتمثيل المظاهر التضاريسية بواسطة منحنيات التسوية، كما يمثل الصخور والفجاج، والجروف وغيرها.

### الرموز الاصطلاحية
2 - فكرة تمثيل مظاهر السطح بالرموز الاصطلاحية الطبوغرافية وأهم أنواعها:
- يقصد بمظاهر السطح مجموع التفاصيل المنتشرة على سطح الأرض سوءا كانت طبيعية أو بشرية.
فالطبيعية مثل: مجاري المياه، وحافات البحيرات، وشواطئ البحار، والغابات، وحدود البساتين وغيرها.
والبشرية مثل: خطوط المواصلات: كالطرق، السكك الحديدية والقنوات والبناءات، من منازل ومساجد وجسور وكل ما هو مصنوع بأيدي البشر.
إن كل هذه التفاصيل المندرجة تحت اسم مظاهر السطح (PLANIMETRIE) تمثل برموز وعلامات اصطلاحية طبوغرافية وترسم بشكل قريب من الأشياء التي تدل عليها، مرئية من أعلى بالملاحظة الجوية العمودية.
وهكذا نجد الطريق تمثل بخطين متوازيين، والمنزل المنعزل بمثل بشكل مستطيل صغير، كَما يتضح من الشكل رقم 1
وتعترض رسم هذه الرموز مشكلة مقاييسها، فالمفروض أن تمثل بمقاييسها مصغرة حسب مقياس الخريطة، ولكن هناك بعض التفاصيل إذا رسمت حسب مقياس الخريطة، فإنها تصبح صغيرة جدا بحيث لا يمكن رسمها بصورة واضحة، ولهذا فإنها ترسم برموز اصطلاحية. لا علاقة لقياساتها في الرسم بقياساتها الحقيقية على الطبيعة.
فالبئر مثلا على الخرائط يرسم على شكل دائرة زرقاء قطرها 1 ملم، مع العلم أن واحد مليمتر على خريطة بمقياس 1 / 50.000 يمثل مسافة 50 مترا على الطبيعة، بينما قطر البئر على الطبيعة لا يتجاوز مترين في أغلب الحالات. وعلى هذا الأساس فإن الرموز الاصطلاحية الطبوغرافية تصنف كما يلي:
أ - الرموز الاصطلاحية الطبوغرافية المرسومة حسب المقياس.
ب - الرموز الاصطلاحية الطبوغرافية الخارجة عن المقياس.
ج - الرموز الاصطلاحية الطبوغرافية التفسيرية.
أ - الرموز الاصطلاحية الطبوغرافية المرسومة حسب المقياس إن هذه الرموز تستعمل لتمثيل التفاصيل الأرضية ذات القياسات الكبيرة والممكن قياسها على الخريطة. مثل:
مساحة غابة، أو مساحة بلدة، أو قرية، وغير ذلك من التفاصيل ذات القياسات الكبيرة.
وهذه الرموز الممثلة حسب المقياس تحدد مساحة التفاصيل الأرضية، وتوضح نوع هذه التفاصيل برموز أخرى مرسومة داخل حدودها، كما يبدو من الشكل 2.
ب - الرموز الاصطلاحية الطبوغرافية الخارجة عن المقياس.
-	إن مثل هذا النوع من الرموز الاصطلاحية يستعمل لتمثيل التفاصيل الأرضية ذات القياسات الصغيرة والتي لا يمكن تمثيلها حسب مقياس الخريطة:
مثل شجرة منعزلة، منزل، بئر أو غير ذلك....
إن تمثيل مثل هذه التفاصيل حسب المقياس على الخريطة لا يعطينا إلا نقطة صغيرة جدا، لا تؤدي الغرض المطلوب من رسمها.
-	وتجدر الملاحظة إلى أن الرموز الاصطلاحية الدالة على الطرق، والأودية، والأنهار، تعتبر رموزا خارجة عن المقياس لأن عرضها لا يرسم حسب مقياس الخريطة، وإن كانت أطوالها ترسم حسب مقياس الخريطة. وفيما يلي بعض الرموز الاصطلاحية الخارجة عن المقياس موضحة في الشكل رقم 3.
ج) الرموز الاصطلاحية الطبوغرافية التفسيرية.
– ان هذه الرموز الاصطلاحية تستعمل لتوضيح خاصية من خواص التفاصيل الأرضية ولتبين طبيعتها. فمثلا، نجد في غابة من الغابات بعض أشجار الزيتون مرسومة وحدها وسط الغابة، فرمز هذه الأشجار يعتبر رمزا تفسيريا، يوضح أن هناك أشجار زيتون داخل هذه الغابة، كما أن الدوائر المختلفة الأحجام التي ترسم في المناطق الغابية تعتبر رموزا اصطلاحية تفسيرية، فهي تبين لنا أن أشجار هذه الغابة مختلفة من حيث كبر أو صغر جذوعها وأعمارها.
كما أن الكتابات الكاملة، أو المختصرة التي نجدها على الخرائط الطبوغرافية تعتبر رموزا تفسيرية، فهي تدل على تسميات القرى والمدن، والجبال، وارتفاعات النقط، ومنحنيات التسوية، وغيرها.. الرموز التفسيرية مبينة في الشكل رقم 4.
-	إن الرموز الاصطلاحية الخارجة عن المقياس ترسم بأشكال مختلفة لتوضيح طبيعة التفاصيل التي تمثلها، وهناك نقطة في جزء
ما منها تعين مكان التفصيل الأرضي بالضبط على الخريطة فالرموز المرسومة حسب بعض الأشكال الهندسية، كالدوائر، والمربعات، والمستطيلات، والمثلثات، فإن مركز الأشكال يعتبر النقطة الدالة على مكان التفصيل الأرضي على الخريطة. كما يتضح من الشكل رقم 5.
والرموز الاصطلاحية الممثلة بأشكال هندسية ذات قواعد عريضة. يؤخذ منتصف قواعدها كنقطة أساسية تدل على مكان التفصيل الأرضي بالضبط على الخريطة، كما يتضح من الشكل 6.
وهناك رموزا اصطلاحية طبوغرافية تمثل بأشكال مكونة من زوايا قائمة في جزئها السفلي، ويؤخذ رأس الزاوية القائمة في الرمز كنقطة أساسية للدلالة على مكان التفصيل الأرضي بالضبط على الخريطة، كما هو مبين في الشكل رقم 7.
أما الرموز ذات الخطوط المتوازية، فان محورها يؤخذ كنقط أساسية للدلالة على مع مكان التفصيل الطبيعي بالضبط على الخريطة كما يتضح من الشكل رقم 8.
-	هناك بعض الأسماء تكتب مختصرة على الخرائط الطبوغرافية لتدل على التفاصيل الأرضية الممثلة بمختلف أنواع الرموز الاصطلاحية، وفيما يلي: نورد قائمة بأهم هذه الأسماء المختصرة.
| الاسم العربي  | الاسم اللاتيني | المختصر |  |
| قنطرة مائية   | Aqueduc        | Aquc    |  |
| مغارة         | Grotte         | Grte    |  |
| سد            | Barrage        | Bge     |  |
| جبل           | Mont           | Mt      |  |
| غابة          | Bois           | B       |  |
| طاحونة        | Moulin         | Min     |  |
| مفترق الطرق   | Carrefour      | CarreFr |  |
| عبارة أو جسر  | Passerelle     | Pelle   |  |
| محجر أو مقلع  | Carrière       | Carre   |  |
| مصباح         | Phare          | Ph      |  |
| بيت خشبي      | Chalet         | Chet    |  |
| ملجأ          | Refuge         | Rge     |  |
| حصن           | Château        | Chau    |  |
| خزان          | Réservoir      | Rvoir   |  |
| سد            | Digue          | Dig     |  |
| وادي          | Rivière        | R       |  |
| سد            | Ecluse         | Esc     |  |
| ساقية         | Ruisseau       | Rau     |  |
| مستنقع أو برك | Etang          | Etg     |  |
| نبع أو عين    | Source         | Sce     |  |
| مزرعة         | Ferme          | Fme     |  |
| قلعة          | Tour           | Tr      |  |
| ينبوع         | Fontaine       | Fne     |  |
| مصنع          | Usine          | Use     |  |
| حصن           | Fort           | Ft      |  |

### نموذج خريط طبوغرافية لمدينة بسكرة
3- الرموز الاصطلاحية الطبوغرافية لأحدى الخرائط ذات مقياس 1 / 50.000 (نموذج 1922).
–	اخترنا خريطة طبوغرافية لمدينة بسكرة 1 / 50.000 (نموذج 1922)، كمصدر لرسم مختلف أنواع الرموز الاصطلاحية الطبوغرافية، المرسومة على الهوامش السفلية للخرائط الطبوغرافية، وهي مرسومة حسب الترتيب التالي:
جدول المصطلحات الأول
جدول المصطلحات الثاني
جدول المصطلحات الثالث
جدول المصطلحات الرابع
جدول المصطلحات الرابع
جدول المصطلحات الخامس

### نموج خريطة جزائرية
4) نماذج الخرائط الطبوغرافية للجزائر
سنتطرق في هذه الفقرة إلى مميزات وخواص أهم الخرائط الطبوغرافية للجزائر المنشورة من طرف المعهد الجغرافي الفرنسي
أ) خرائط ذات مقياس 1 / 50.000
-	إن واحد سنتيمتر على هذه الخرائط يمثل 500 متر على الطبيعة
مصدرها
لقد تم إنجازها عن طريق الرفع المباشر، (منذ سنة 1942)، أو عن طريق التصوير الجوي المكمل على الطبيعة، بمقـياس: 1 / 40.000.
وقد رسمت حسب مجسم كلارك (1880)، وحسب مرتسم بون. (نقطة الأصل: هي خط طول باريس، وخط عرض 39 غراد شمالا) وهذا إلى غاية 1942، ثم رسمت بعد ذلك حسب المرتسم المخروطي المتطابق للأمبير (حسب منطقتين):
نقط المبدأ لمرتسم وتربيع لامبير:
1 - منطقة شمال الجزائر.
40 غرادا شمالا - 500.000 متر- (0×).
3 - غرادات شرق خط جرينويتش- 300.000 متر-(90).
2 - منطقة جنوب الجزائر.
37 غرادا شمالا - 500.000 متر- (0X).
3 غرادات شرق خط جرينويتش - 300.000 متر- (90).
- الحد الفاصل بين المنطقة الشمالية والمنطقة الجنوبية هو خط عرض 38 غراد و 50 دقيقة مائوبة، إن الشبكة الجغرافية لهذه الخرائط مرقمة بالغرادات (ابتداء من خط طول باريس) وتحمل الخرائط المنشورة بعد سنة 1949 إلى جانب هذا الترقيم ترقيما آخر بالدرجات (ابتداء من خط الزوال العالمي (خط جرينويتش)، ومناسيب أو ارتفاعات النقط على هذه الخرائط محددة حسب المستوى المتوسط للبحر الأبيض عند ميناء حلق الوادي (بتونس). وشكل لوحات هذه الخرائط مستطيل، قياساتها = 40×64 سنتم (20×32 كلم) سواء أكانت حسب (مرتسم بون أو لامبير). تُعرَّف بتسمياتها أو بأرقامها، (أنظر إلى الملحق 1 (أ) في آخر الكتاب أن هذه الخرائط منشورة حسب نماذج وأنواع مختلفة هي الآتية:
1 – «النموذج الجزائر وتونس»
استخدمت هذه الخرائط حتى سنة 1942 وبها سبعة ألوان: اللون الأحمر (خاص بالمباني والطرقات، وأحيانا بشبكة تربيع لامبير. اللون الأسود: (خاص بباقي مظاهر السطح والكتابات).
اللون الأزرق: (خاص بالشبكة المائية). اللون البني: (خاص بمنحنيات التسوية ذات البعد الرأسي المتساوي المقدس1 بعشرة أمتار). اللون البنفسجي: (خاص بالكروم. اللون الأخضر: (خاص بالغطاء النباتي). المناطق المرتفعة للتضاريس مظللة.
2 – «نموذج 1922»
نجد بهذه الخرائط خمسة ألوان: الأسود: (خاص بمظاهر السطح والكتابات)، الأزرق: (خاص بالشبكة المائية)، البني: (خاص بمنحنيات التسوية ذات البعد الرأسي المتساوي المقدر بعشرة أمتار) الأخضر: (خاص بالغطاء النباتي). التضاريس مظللة.
3 – «نموذج النشر المؤقت»
هذه الخراـط مزودة بأربعة ألوان: (مثل خرائط نموذج 1922) إلا أن تضاريسها غير مظللة، البعد الرأسي المتساوي لمنحنياتها يقدرِ بعشرة أو عشرين مترا، حسب اللوحات.
وهذه الخرائط مزودة بجدول الرموز الاصطلاحية الطبوغرافية تسهيلا لقراءتها.(1)
ب – خرائط الجزائر والصحراء ذات مقياس 1 / 100.000
–	إن سنتيمترا واحدا على هذه الخرائط يمثل 1 كلم على الأرض، مصدرها لقد تم إنجازها عن طريق التصوير الجوي والذي لم يكمل على الأرض، ورسمت حسب مجسم كلارك (1880)، حسب المرتسم المخروطي المتطابق للأمبير، لمنطقتين، وحسب نقط المبدأ لمرتسم وتربيع لامبير، المذكورة في الفقرة السابقة (أعني خرائط ذات مقياس 1 / 50.000) – أن الشبكة الجغرافية لهذه1 الخرائط مرقمة بالغرادات (ابتداء من خط طول باريس)، وبالدرجات (ابتداء من خط الزوال الأصلي العالمي جرينويتش). شكلها مستطيل (40×64 ستتم)، (40×64 كلم).
وهي مُعرَّفة بتسمياتها، أو بحرف ورقم يدل عليها (عد إلى الملحق 1 (ب) في آخر الكتاب).
لقد تم نشر هذه الخرائط بأربعة ألوان - (نموذج 1956). اللون الأسود: (خاص بمظاهر السطح وبالكتابات، وبالخطوط القصيرة للتربيع). اللون الأزرق: (خاص بالشبكة المائية). اللون البني: (خاص بمنحنيات التسوية ذات البعد الرأسي المتساوي المقدر بأربعين مترا). اللون الأخضر: (خاص بالغطاء النباتي).
ج) - خرائط الجزائر ذات مقياس 1: 200.000.
إن سنتيمترا واحدا على هذه الخرائط يمثل 2 كلم على الطبيعة، والوثائق الأساسية التي اعتمدت في رسم هذه الخرائط هي: خرائط ذات مقياس 1 / 50.000، ووثائق الرفع المباشر من الأرض بمقياس 1 / 100.000، أو 1 / 200.000. والمجسم المعتمد فيها هو مجسم كلارك (1880)، وقد تم رسمها حسب مرتسم بون، والشبكة الجغرافية مرقمة بالغرادات (ابتداء من خط طول باريس)، والشكل مستطيل 30×48 سم (60×96 كم). وُتعرَّف حسب تسمياتها أو حسب أرقامها (عد إلى الملحق 1 (ج) في آخر الكتاب).
لقد تم نشرها بخمسة ألوان:
الأسود: خاص بمظاهر السطح، والكتابات، الأزرق: خاص بالشبكة المائية، البني: خاص بمنحنيات التسوية ذات البعد الرأسي المتساوي المقدر بخمسين مترا، لأخضر خاص بالغطاء النباتي، لتضاريس مظللة.
وتجدر الملاحظة إلى أن هناك بعض الأوراق من هذه الخرائط ذات الرفع غير الكامل، قد نشرت حسب النشر المؤقت بلونين، ولقراءة هذه الخرائط، فقد زودت بجدول. للرموز الاصطلاحية الطبوغرافية.
خرائط الجزائر بمقياس 1 / 200.000 «نموذج 1960»
إن سنتيمترا واحدا على هذه الخرائط يمثل أيضا 2 كلم على الطبيعة، والوثائق المعتمدة في رسمها هي: خرائط الجزائر ذات مقياس 1 / 50.000، و 1 /100.000، وقد رسمت حسب مجسم كلارك (1880)، وحسب مرتسم مركاتوز المستعرض العام، والشبكة الجغرافية مرقمة بالدرجات (ابتداء من خط جرينويتش)، وشكلها مستطيل، مقاساتها (40×64 سم)(80×128 كلم).
وتعين هذه الخرائط بتسمياتها، ومرفقة بتعبير (نموذج 1960) (راجع الملحق 1(ج)، في آخر الكتاب). لقد تم نشرها بسبعة ألوان الأسود: (خاص بمظاهر السطح والكتابات) الأزرق: (خاص بالشبكة المائية)، البني: (خاص بمنحنيات التسوية ذات البعد الرأسي المتساوي المقدر بخمسين مترا) الأخضر (خاص بالغطاء النباتي)، (التضاريس مظللة)، وهناك لونين إضافيين: (أحمر، وأصفر) لتعيين الكيلومترات وصلاحية الطرقات (1)
د) خرائط صحراء الجزائر ذات مقياس 1 / 200.000.
إن الخرائط المرسومة بهذا المقياس لها خواص مختلفة، وذلك ناتج عن اختلاف طريقة رسمها، فبعضها مرسوم عن طريق الرفع المباشر، والبعض الأخر مرسوم عن طريق الصور الجوية.
1 - الخرائط المرسومة عن طريق الرفع المباشر.
- إن هذا النوع من الخرائط مرسوم حسب مجسم ومسقط الخريطة الدولية للعالم (التي لا تسمح بالجمع الصحيح لأكثر من خمس خرائط).
-	إن مقاساتها تساوي (درجة واحدة في الطول ودرجة واحدة في العرض)، وهذه المقاسات هي نفس المقاسات الدولية والتي تساوي (55×50 سنتم تقريبا).
-	والتعرف على هذه الخرائط يتم بتسمياتها وبأرقامها (مأخوذة عن الترقيم الدولي)، وهي من نوع الخرائط ذات النشر والطبع المؤقت بلونين، اللون البني: (خاص بالمظاهر التضاريسية ومنحنيات التسوية ذات البعد الرأسي المتساوي المقدر بخمسين مترا). اللون الأسود: (خاص بالكتابات).
2) الخرائط، المرسومة عن طريق الصور الجوية.
ان هذه الخرائط رسمت حسب مجسم كلارك (1880)، وحسب ارتسام أ وتربيع ميركاتور المستعرض العام.
مقاساتها تساوي: (درجة في الطول ودرجة في العرض) وتساوي (55 سنتم × 50 سنتم تقريبا). ومعرفتها تتم أيضا بتسميتها وبأرقامها (عد إلى الملحق 1 (د) في آخر الكتاب).
-	أن نظام نشر هذه الخرائط قد تم حسب ما يلي:
أ‌-	النشر العادي، بأربعة أو خمسة ألوان: (وهذا النشر استخدم في الخرائط ذات الرفع الذي تمت تكملته على الأرض).
-	اللون الأسود فيها يدل على مظاهر السطح والكتابة، واللون الأزرق يدل على الشبكة المائية، واللون البني يدل على الرمال ومنحنيات التسوية ذات البعد الرأسي المتساوي المقدر بخمسين مترا واللون الأخضر يدل على الغطاء النباتي، أما الأماكن الغير الملونة فتدل على الأراضي الغير المزروعة.
ب – النشر الخاص بالمظاهر التسطيحية، بثلاثة أو أربعة ألوان: (الأسود، والأزرق، والبني، والأخضر)، وهذا النوع من النشر استعمل في الخرائط ذات الرفع الذي لم تتم تكملته على الأرض (وهذه الخرائط لم ترسم عليها منحنيات التسوية).
هـ) خرائط الجزائر والصحراء ذات مقياس 1 / 500.000
ان واحد سنتيمتر على هذه الخرائط يمثل كيلومترات على الطبيعة، والمصادر المعتمدة لرسمها هي: خرائط الجزائر والصحراء مقياس 1 / 200.000، وقد رسمت حسب مجسم ومرتسم الخريطة الدولية للعالم (و التي لا تسمح بجمع أكثر من خمس خرائط دون وجود فجوة).
شبكتها الجغرافية مرقمة بالغرادات (ابتداء من خط طول باريس)، وبالدرجات (ابتداء من خط طول جربنوستش).
-	مقاساتها: درجتين عرضا، وثلاث درجات طولا، وتساوي تقريبا: (44×57 سنتيمترا).
تعين هذه الخرائط حسب أسمائها (انظر إلى الملحق (1 هـ) في آخر الكتاب).
-	لقد نشرت هذه الخرائط حسب المناطق بأنواع مختلفة، وهي الآتية:
1 – نشر عادي بخمسة ألوان
مستعملة في المناطق الشمالية
الأسود: خاص بمظاهر السطح والكتابات، الأزرق: خاص بالشبكة المائية، البني: خاص بمنحنيات التسوية ذات فاصل رأسي متساوي يقدر بمائة (100) متر. الأخضر: خاص بالغطاء النباتي، وهي مظللة
2 – النشر المعروف «بالنموذج الخاص»
بثلاثة ألوان: وهو خاص بالمناطق الصحراوية.
3 - هناك خرائط خاصة
النموذج السياحي، وهي كخرائط النشر العادي، وتمتاز عنها بذكر المسافات الكيلومترية بين مدينة وأخرى، وهي مكونة من ثلاثة خرائط مستطيلة ذات حجم كبير (56×92 سنتم) (انظر إلى الملحق 1 (هـ) في آخر الكتاب). وتفاديا للخلط بينها وبينها الخرائط ذات النشر العادي المشترك معها في التسمية، فإنه يضاف إلى تسميتها إشارة: «نموذج سياحي»

### هوامش الخريطة الطبوغرافية
5 - هوامش الخرائط الطبوغرافية.
-	إن هوامش الخريطة عبارة عن كل ما هو خارج إطارها، ويجب على كل مستعمل للخريطة أن يدرس ما هو مدون بهوامشها بكل عناية ليتمكن من الاستفادة من جميع معلوماتها، وتشترك أغلب الخرائط في المعلومات المسجلة على هوامشها، وخاصة: العنوان والرقم، والمقياس، بينما تزيد المعلومات من خريطة إلى أخرىَ تبعا لنموذج الخريطة ومقياسها. سنتطرق إلى أهم ما يسجل على هوامش الخرائط.
1 - الهامش العلوي الشمالي.
- يذكر على هذا الهامش اسم الخريطة - عادة - في منتصفها بعنوان كبير، وفي اليمين من هذا الهامش يضاف رقم اللوحة أو الخريطة، وعلى يساره يذكر نموذج الخريطة ومقياسها ومرتسمها وتربيعها، والإحداثيات الجغرافية والكيلومترية لنقطة الأصل (المبدأ)، زيادة عن ذكر اسم ورقم اللوحة والخريطة الموالية لها من ناحية الشمال.
2 - الهامش السفلي (الجنوبي)
-	يسجل على هذا الهامش اسم ورقم اللوحة والخريطة الموالية من ناحية الجنوب، أضف إلى ذلك المقياس العددي والمقياس الخطي للخريطة كما نجد في الناحية اليسرى من هذا الهامش اسم المؤسسة التي رسمت ونشرت الخريطة، إلى جانب المعلومات المتعلقة بنوع المجسم الذي رسمت حسبه الخريطة.
أما الجهة اليمنى من هذا الهامش، فنجد فيه المعلومات المتعلقة بمنحنيات التسوية واتجاهات الارتفاع والانخفاض، والفاصل الرأسي المتساوي، كما نجد كل الرموز الاصطلاحية الطبوغرافية للخريطة.
3) - الهامش الأيمن (الشرقي)
يذكر على هذا الهامش - عادة - فرق الانحراف للشمال الإحداثي والشمال المغناطيسي، عن الشمال الحقيقي، والتناقص السنوي وللانحراف المغناطيسي، واسم ورقم اللوحة والخريطة الموالية من الجهة الشرقية.
4) الهامش الأيسر (الغربي)
لا نجد شيئا على هذا الهامش سوى اسم ورقم الخريطة الموالية من الجهة الغربية.
مثال عن دراسة هوامش الخريطة.
-	نأخذ خرائط عين (ياقوت) مقياس 1 / 50.000 رقم 146-8-426 لدراسة ما سجل على هوامشها.
-	الهامش العلوي (الشمالي)
1- في المنتصف: نجد ما يلي عنوان الخريطة: عين ياقوت. اسم الخريطة الموالية ورقمها: عين امليلة (120)
2 - في اليسار:
- خرائط الجزائر مقياس 1 / 50.000 (نموذج 1922).
3 - في اليمين.
-	مرتسم وتربيع لامبير لشمال الجزائر. نقطة الأصل: خط عرض 40 غراد شمالا خط الطول 3 غرادات شرق خط الطول
-	العالمي
- 500.000 = 0 × 300.000 متر = y o متر، لامبير.
الشبكة الجيودسية (الإحداثيات المستطيلة) حسب نقطة الأصل فوارول لوحة (رقم 146 B - 26).
الهامش السفلي (الجنوبي).
في المنتصف نجد:
-	اسم الخريطة، الموالية ورقمها (المعذر رقم 173).
-	المقياس العددي 1 / 50.000.
-	والمقياس الخطي.
-	وزارة الأشغال العامة والنقل، والمعهد الجغرافي وعنوانه.
2 - في اليسار نجد:
- مؤسسة التي نشرت الخريطة (المعهد الجغرافي الفرنسي).
-	مجسم كلارك (1880)، أركان اللوحة مطابقة لمرتسم بون
- شبكة خطوط الطول والعرض تتفق مع الإحداثيات الجغرافية لتثليث الجزائر القديم ابتداء من (فوارول).
-
3 - في اليمين نجد ما يلي:
-	ارتفاعات منحنيات التسوية مكتوبة بكيفية تجعل أعلى الأرقام موجهة إلى حيث ترتفع الأرض.
-	في الأحواض تتجه الأسهم إلى حيث تنخفض الأرض.
-	البعد الرأسي المتساوي للمنحنيات يقدر بعشرة أمتار.
-	زيادة على ما ذكر أنفا فان هناك على هذا الهامش خمس لوحات للرموز الاصطلاحية الطبوغرافية للخريطة.
- الهامش الأيمن (الشرقي)
نجد فيه ما يلي.
_الانحراف المغناطيسي يطابق منتصف اللوحة في أول جانفي 1957 ورسم يمثل مختلف الحالات: الشمال المغناطيسي والشمال الجغرافي (أو الحقيقي، أو شمال الخريطة. أو شمال لامبير).
الهامش الأيسر (الغربي) للخريطة نجد فيه:
_الانحراف المغناطيسي يتناقص كل سنة بـ 15 دقيقة مائوبة.
_اسم ورقم الخريطة الموالية (عين كرشة رقم 147).
_اسم ورقم الخريطة الموالية (بوغزول س قم 145).
تطرقنا في هذا الفصل إلى أهم الألوان المستعملة في الخرائط الطبوغرافية، وإلى فكرة تمثيل مظاهر السطح بالرموز الاصطلاحية وعرفنا نماذج من هذه الرموز.

## الخرائط الطبوغرافية والتعاريف الجغرافية

### الطبوغرافيا والتضاريس
إن التعاريف الطوبوغرافية هي تعاريف وصفية بحتة لا علاقة لها بطبيعة التضاريس ولا بشرط تشكلها، ولهذا فالأسماء الطوبوغرافية تستعار عادة من الألفاظ الدارجة، بينما نجد الأسماء الجيولوجية والجيومورفولوجية أسماء علمية.
ويجري الوصف الطوبوغرافي بصرف النظر عن العناصر المفسرة للتضاريس، وهو واحد مهما كانت الغاية منه، فالضابط والمهندس والسائح العادي يستعملون نفس الأسماء.

### الدراسة الجيومورفولوجية
أما الدراسة الجيومورفولوجية للتضاريس، فتختلف عن ذلك، إذ يجب عندئذ، إلى جانب ملاحظتنا لصفتها الطوبوغرافية أن نلاحظ مميزاتها (البيئة الجيولوجية وشروط التشكل). فالتعاريف الجيومورفولوجية يمكن أن تتغير إذا تبعا لتقدم العلم ووجهة نظر الشخص القائم بهذه الدراسة، أما التعاريف الطوبوغرافية وتحليل التضاريس فليس هذا شأنها لأنها تعاريف موضوعية بحتة.
ولذا علينا أن لا نخلط بين التعاريف الطوبوغرافية والتعاريف الجيومورفولوجية ولابّد من البدء قبل كل شيء بالتعاريف الطوبوغرافية وتحليل التضاريس ثمّ ننتقل بعد ذلك إلى التعاريف الجيومورفولوجية للتضاريس ولا يتطلب تحليل التضاريس سوى معرفة التضاريس الطوبوغرافية ومعرفة شكلها الذي تنبئ عنه الخريطة أو المشاهدة، أما التعاريف الجيومورفولوجية فتتطلب معطيات إضافية من طبيعة بنيوية تدل على أصلها ومنشئها ولا يمكن أن يتّم ذلك إلاّ بمساعدة الخريطة الجيولوجية، أو بدراسة الأرض علميا دراسة عميقة.
من أجل تسهيل الفهم سنرد بنموذجين من التعاريف الطوبوغرافية.
النموذج الأوّل يتناول التعاريف التي تنطبق على الأشكال الأولية للتضاريس (التل، الوادي، الجبل... الخ) ويتناول النموذج الثاني التعاريف المتعلقة بنماذج التضاريس المشكلة من دمج الأشكال الأولية.

## التقنية الحديثة وعلم الطبوغرافيا
مع التطورات التقنية التي شهدها العالم مؤخرا، ظهرت العديد من التحديثات التكنولوجية التي ساهمت في تطوير علم الطبوغرافيا بشكل ملحوظ، كما ساهمت في تجاوز العديد من العوائق التي تمنع الطلبة والباحثين بشكل عام من الاستفادة من علم الطبوغرافيا، ويتجلى هذه التطور التكنولوجي في أشياء عدية، يمكن أن نذكر على سبيل المثال: الآلات الحديثة، والتطبيقات التي تشتغل على هواتف الأندرويد وغيرها.

### الآلات الحديثة
ظهرت العديد من الآلات التي تسهل على علماء الطبوغرافيا القيام بمهمتهم دون تضييع الوقت في الرسم، كما أن هذه الآلات تؤمنهم من ارتكاب الأخطاء وتضع بين أيديهم النتائج بشكل دقيق.

### تطبيقات الأندرويد
أيضا ظهرت العديد من التطبيقات التي تقدم خدمة المسح الجغرافي بشكل متقن ومميز، وهي كثيرة جدا، ويمكننا أن نذكر على سبيل المثال موبايل طبوغرافي Mobile Topographer وتطبيق Topography APP وتطبيق Topography والكثير من التطبيقات الأخرى التي تقدم هذه الخدمة بشكل دقيق، وتوفر للمستخدم العديد من الخصائص والأدوات المرتبطة بعلم الطبوغرافيا.

## عناصر التضاريس
- المنزلق Abrupt: هو المكان الشديد الانحدار، أي ما تجاوز انحداره (70°)، وهو ما نطلق عليه أيضا اسم إفريز Corniche (في بنيات الكويستا).
- الأكمة Mamelon: هي عبارة عن مرتفع من الأرض تنحدر جوانبه ابتداء من الذروة.
- الشعب أو الخانق Col: هي النقطة التي ينحني ويتقعر فيها موضوعيا خط تقسيم المياه، والشعب هو أيضا رأس لواديين يلتقيان وينحدران من نقطة واحدة على سفحي الجبل المتقابلين، تسلكه الطرق عادة للانتقال من سفح إلى سفح.
- العرف Crête: هو ردف الجبل أو الجزء الأعلى من القمة الحادة على أن يكون أحد جانبي الردف شديد الانحدار.
- الظهر أو المتن Croupe: هو عبارة عن تضرس محدب ومؤلف من سفحين وخط تقسيم المياه، على أن ينحدر السفحان إلى جبهتين متقابلتين وأن ينحط خط تقسيم المياه سريعا في اتجّاه واحد فقط.
- الحوض Cuvette: هو منخفض من الأرض مغلق من جميع جهاته. وتؤلف الأحواض في البلاد ذات المناخ الرطب بحيرات أو مستنقعات باستثناء الأراضي الكلسية النافذة حيث تؤلف تضاريس كارستية.
- المهماز Eperon: هو عبارة عن متن يتألف من تقدم جزء صغير من الهضبة أو تضرس ما بين واديين وإذا كان المتن يشرف على بحر أو بحرية فيدعى بالنتوء Promontoire.
- العقبة Escarpement: هو عبارة عن جزء من السفح أشد انحدارا من الجزء الذي يعلوه ومن الجزء الذي يليه. فإذا كان الجزء الذي يليه ضعيف الانحدار أطلق على العثرة اسم الإفريز Corniche ولا يطلق عادة اسم العثرة إلا على الجزء الشديد الانحدار.
- الجرف Falaise: هي التضاريس التي تنتهي إلى شاطئ بحر أو بحيرة على شكل جدار قائم تقريبا. لقد أطلق بعض الجغرافيين هذا التعبير خطأ عندما أرادوا أن يتكلموا على العثرة.

خط تقسيم المياه Ligne de Faîte: هو الخط الذي يصل أكثر النقاط ارتفاعا وينشأ هذا الخط من تقاطع سفحي جبل واحد.
- المنحدر Pente: هو جزء مائل من سطح الأرض، ويتميز المنحدر بقيمته وشكله، يكون المنحدر شديدا إذا كان كثير الميل ويكون خفيفا إذا كان قليل الميل.
- الأنف Pic: هو عبارة عن قمة صخرية بارزة وحادة.
- المنبسط Replat: هو الجزء من السفح أقل انحدارا من الجزء الذي يعلوه ومن الجزء الذي ينخفض عنه، قد يطلق بعض المؤلفين اسم مصطبة أو مدرج Terrasse على الدرجات الأفقية الشكل تقريبا ويحسن بنا أن لا نستعمل كلمة مصطبة أو مدرج بدل كلمة درجة، وأن نخصصها للأشكال البنائية فقط.

انفصام الانحدار Rupture de Pente: هو الخط الذي تتغير عنده قيمة انحدار السفح مع المحافظة على الاتجاه نفسه وكثيرا ما يكون تغير الانحدار هذا سطحا بدلا من أن يكون خطا بالمعنى الهندسي (مثلا عندما يتصل السفح المحدب بالسفح المقعر). ولذا يستحسن أن يقال «انفصام أو تغير الانحدار» بدلا من خط الانحدار.
- القمة Sommet: هي أعلى نقطة في التضاريس، وهو تعبير غامض إذ يمكن أن يطلق على تضاريس من أشكال مختلفة كالأنف أو رأس الأكمة أو أعلى التل.
- التلعة Talus: هي عبارة عن درجة بين جزأين من السفح مستويين ومختلفي الارتفاع ويمكن أن يطلق على التلعة القائمة اسم العقبة.
- المسيل Talweg: هو الخط الذي يصل اخفض نقاط الوادي وينطبق سرير النهر العادي على المسيل.
- السفح: هو السطح المنحدر من الجبل إلى قدمه انطلاقا من خط تقسيم المياه إلى محاور المجاري الدنيا وهو يشرف على الميسل ويعلوه.

## مقالات ذات صلة
- رسم خرائط.
- علم القياسات الجيومورفولوجية.
- طبوغرافيا مساحة وقياس.